# Indiana Jones és a sors tárcsája
Az Indiana Jones és a sors tárcsája (eredeti cím:  Indiana Jones and the Dial of Destiny) 2023-as amerikai akció-kalandfilm, az Indiana Jones-filmsorozat ötödik és egyben utolsó része. Rendezője James Mangold, forgatókönyvírója Mangold, Jez Butterworth és John-Henry Butterworth. Ez az első olyan rész, amelyet nem Steven Spielberg rendezett, és nem George Lucas a forgatókönyvírója. A filmsorozat ötödik részében Spielberg producerként működött közre. A címszereplőt Harrison Ford alakítja, a további szerepekben Phoebe Waller-Bridge, Mads Mikkelsen, Thomas Kretschmann, Boyd Holbrook, Shaunette Renée Wilson, Toby Jones és Antonio Banderas látható. Ez az első film a sorozatból, amelyet a Walt Disney Studios Motion Pictures forgalmaz, mióta a Lucasfilmet 2012-ben felvásárolta a Disney. Ez egyben a Lucasfilm első, a Star Wars franchise-on kívüli élőszereplős filmje a felvásárlás óta.
Lucas 2008-ban kezdte el kutatni a lehetséges cselekményelemeket, bár a projekt évekig elakadt. 2012-ben átadta a projektet Kathleen Kennedy producernek, mikor ő a Lucasfilm elnöke lett. Az ötödik film gyártása leállt, míg a cég a Star Wars: Folytatás trilógián dolgozott. David Koepp végül 2016-ban kapta meg a megbízást az ötödik film megírására, a megjelenési dátumot pedig 2019-re tűzték ki, bár ezt többször is elhalasztották a forgatókönyv átírások miatt. Jonathan Kasdant 2018-ban felvették Koepp helyére, az pedig elhagyta a projektet. Spielberg lett volna a film rendezője, de 2020-ban nemet mondott a lehetőségre, és Mangold vette át a helyét. A forgatás 2021 júniusában kezdődött, és 2022 februárjában fejeződött be. A forgatási helyszínek az Egyesült Királyság, Anglia, Skócia, valamint Olaszország és Marokkó voltak.
Világpremierje 2023. május 18-án volt a 76. cannes-i fesztiválon. Franciaországban június 28-án, Magyarországon június 29-én, az Amerikai Egyesült Államokban pedig június 30-án került a mozikba.

## Cselekmény
1944, a francia Alpok. A nácik elfogják Indiana Jones-t és Basil Shaw oxfordi régészt, amint megpróbálják visszaszerezni Longinus lándzsáját a francia Alpokban található kastélyban. Jürgen Voller asztrofizikus tájékoztatja feletteseit, hogy ez a lándzsa hamisítvány, de megtalálta egy ókori tárcsának, az Antiküthérai szerkezetnek az egyik felét, amelyet az ókori szürakuszai matematikus, Arkhimédész épített meg, és amely időben repedéseket tár fel, lehetővé téve az időutazást.
Jones felszökik egy vonatra, amely tele van zsákmányolt régiségekkel, és kiszabadítja Basil-t. Megszerzi a tárcsa egyik darabját, és a két kalandor kiugrik a vonatból közvetlenül azelőtt, hogy a Szövetségesek kisiklatnák azt.
1969, New York. Az idős Jones, aki jelenleg New Yorkban él, nyugdíjba vonult a Hunter College-ból. Marion azóta elhagyta őt, és nemrégiben beadta a válókeresetet. Később kiderül, hogy fiúk, Mutt meghalt a vietnámi háborúban, így Jones ezt követően depressziós, visszahúzódó és elidegenedett lett.
Ekkor keresztlánya, Helena Shaw váratlanul meglátogatja őt, aki szintén régész lett. Elmondja Jones-nak, hogy szeretne kutatásokat végezni az Antiküthérai szerkezettel kapcsolatban. Jones azonban figyelmezteti, hogy néhai apja, Basil majdnem beleőrült, amikor megpróbálta feltárni annak titkait. Néhány évvel ezelőtt a férfi odaadta Jones-nak a tárcsát, aki megígérte neki, hogy megsemmisíti, de ezt azóta se nem tett meg.
Miközben Jones és Helena előveszi a tárcsa egyik felét a főiskola archívumából, Voller csatlósai megtámadják őket. Voller-t, aki jelenleg a NASA-nál dolgozik Dr. Schmidt álnéven, a CIA segíti. A csetepaté alatt Helena megszökik a tárcsával. Jones tudta nélkül Helena régiségeket csempész, és a tárcsát pedig a feketepiacon kívánja elárverezni. Voller két kollégájának meggyilkolásával vádolják Jonest, és arra kényszerítette őt, hogy megszökjön New York-ból. Ehhez át kell vergődnie magát az  Apollo–11 űrhajósait ünneplő felvonuláson, majd a háborúellenes tüntetésen, hogy végül New York-i metrón keresztül távozzon. Jones megkeresi régi barátját, Sallah-t, aki most taxisofőrként dolgozik, hogy segítsen neki elmenekülni az országból.
Tanger-ben Jones megakadályozza, hogy Helena elárverezze a tárcsát. Voller és csatlósai is megérkeznek, akik ellopják a műtárgyat. Jones, Helena és annak tinédzser segítője, Teddy Kumar egyesítik erőiket, és tuktuk-ba ülve üldözik Volleréket az utcákon. A CIA letartóztatja Vollert, miután az Amerikai Egyesült Államok kormánya letagadja őt, mert szélhámos volt, és elrendeli a meggyilkolását, de Voller csapata megölik az ügynököket és ellopják helikopterüket.
Jones, Helena és Teddy követik Volleréket Görögországba, és ott találkoznak Jones egyik régi barátjával, Renaldóval, aki egy hivatásos búvár. Egy ősi hajóroncshoz merülnek le az Égei-tengeren, és felszínre hoznak egy graphikosz táblát, amelyen útmutatást ad a tárcsa másik feléhez. Voller hamarosan megérkezik és megöli Renaldot, majd követi Jones csapatát Szicíliába.
Egy labirintusszerű barlangban Jones és Helena megtalálja Arkhimédész sírját és a tárcsa második felét. Felfedezik Arkhimédész csontvázát is, aki egy modern karórát tart a kezében. Voller elfogja Jonest, majd megsebesíti. A tárcsa egyesítését követően Voller azt tervezi, hogy visszautazik az időbe egészen 1939. augusztus 20-ig,  hogy meggyilkolja Adolf Hitlert, és így győzelemre vezeti Németországot a második világháborúban. Egy repülőtéren Voller aktiválja a tárcsát, hogy megkeresse az időhasadékot, és beállítsa a repülési útvonal koordinátáit. Jonest Voller gépén tartják fogságban, Helena pedig a futóművön keresztül rejtőzik. Teddy követi őket egy ellopott repülőn.
Az időhasadék ehelyett Kr.e. 212-ben, a szürakuszai ostrom idejére repíti vissza a karaktereket. A harcoló felek lelövik a gépet, mert azt hiszik, hogy egy sárkány. Jones és Helena közvetlenül a repülőgép lezuhanása előtt ejtőernyővel ugrottak ki, és a fedélzeten tartózkodók mind meghalnak. Teddy gépe biztonságosan leszáll. Arkhimédesz megtalálja Voller holttestét és a karórát a roncsok között. Odaadja Jones-nak a tárcsát, de az órát megtartja.
Jones és Helena megtudja, hogy Arkhimédész a tárcsát kizárólag azért hozta létre, hogy a használóit a jövőből Kr.e. 212-be hozza vissza. Ahogy az időhasadék kezd összeomlani, ezért Helena arra figyelmeztet mindenkit, hogy haza kell térni. A megsebesült Jones itt akar maradni, mert úgy érzi, nincs miért visszatérnie saját világába. Helena eszméletlenné teszi keresztapját, mivel attól tart, hogy meghalhat vagy megváltoztathatja a történelmet.
Később a lábadozó Jones felébred saját lakásában, és újra találkozik Helenával, Teddy-vel, Sallah-val és Marionnal. A történet végén Jones és Marion kibékülnek.

## Szereplők
| Szereplő         | Színész                | Magyar hang          | Leírás |
| ---------------- | ---------------------- | -------------------- | --- |
| Indiana Jones    | Harrison Ford          | Csernák János        | Régészprofesszor, védjegyei a kalap, az ostor és a bőrdzseki                                                                                                 |
| Helena Shaw      | Phoebe Waller-Bridge   | Mikecz Estilla       | Indiana Jones keresztlánya |
| Jürgen Voller    | Mads Mikkelsen         | Rába Roland          | Nácikkal kollaboráló tudós a második világháború idején, aki később a NASA-nak dolgozik, de a holdraszállási programot a saját érdekében akarja felhasználni |
| Renaldo          | Antonio Banderas       | Kőszegi Ákos         | Jones barátja, hajóskapitány |
| Sallah           | John Rhys-Davies       | Ujréti László        | Indiana Jones régi barátja, aki segített megtalálni a frigyládát 1936-ban és a Szent Grált 1938-ban                                                          |
| Basil Shaw       | Toby Jones             | Kapácsy Miklós       | Jones szövetségese a második világháborúban eltöltött időkből és Helena édesapja, aki megszállottja volt a sors tárcsájának                                  |
| Klaber           | Boyd Holbrook          | Szatory Dávid        | Voller jobbkeze 1969-ben |
| Teddy Kumar      | Ethann Isidore         | Papp-Horváth Levente | Helena fiatal segítője |
| Mason            | Shaunette Renée Wilson | Dobó Enikő           | Kormányügynök |
| Weber ezredes    | Thomas Kretschmann     | Csankó Zoltán        | Náci tiszt 1944-ben |
| Marion Ravenwood | Karen Allen            | Vándor Éva           | Jones felesége, aki segített megtalálni a frigyládát 1936-ban és Akator kristálykoponyáját 1957-ben                                                          |
| Hauke            | Olivier Richters       | Hám Bertalan         | Voller csatlósai |
| Durkin           | Martin McDougall       | Rosta Sándor         | Voller csatlósai |
| Pontimus         | Mark Killeen           |                      | Katona Kr. e. 212-ben Siracusa ostroma alatt |
| Arkhimédész      | Nasser Memarzia        |                      | Briliáns tudós Kr. e. 212-ben Siracusa ostroma idején |

### Magyar változat
- Magyar szöveg: Blahut Viktor
- Hangmérnök: Salgai Róbert
- Vágó: Kránitz Bence
- Gyártásvezető: Bogdán Anikó
- Szinkronrendező: Kránitz Lajos András
- Produkciós vezető: Máhr Rita

A szinkront a Disney Character Voices International megbízásából az Iyuno Hungary készítette.

## Gyártás

### Fejlesztés
Lucas 2008-ban kezdte kutatni az ötödik film lehetséges cselekményeszközeit, és kijelentette, hogy Steven Spielberg nyitott a rendezésre, ahogy az előző filmeknél is tette (I.-IV.). Az előző filmről és a franchise jövőjéről Lucas azt mondta, "...Még mindig vannak gondjaink azzal az irányvonallal kapcsolatban, amelyet szeretnénk. Én a jövőben vagyok, Steven a múltban. Még mindig van bennünk egyfajta feszültség". Később, 2008-ban Ford kijelentette, hogy Lucas elképzelése az ötödik filmről „őrült, de nagyszerű”. 2010 novemberében Ford ismét közölte, hogy Lucas még mindig a projekten dolgozik. 2012 júliusában Frank Marshall producer kijelentette, hogy a projektnek nem volt írója.
2012 októberében a The Walt Disney Company megvásárolta a Lucasfilmet, így az anyavállalat tulajdonjogot kapott az Indiana Jones szellemi tulajdonhoz. 2013 decemberében a Walt Disney Studios megvásárolta a jövőbeli Indiana Jones-filmek forgalmazási és marketingjogait a Paramount Picturestől. A 2012-es eladással Lucas átadta az Indiana Jones 5-öt a Lucasfilm új elnökének, Kathleen Kennedynek. A Lucasfilm azt tervezte, hogy a Star Wars franchise-ra összpontosít, mielőtt az ötödik Indiana Jones-filmen dolgozna. 2015 májusában azonban Kennedy megerősítette, hogy a Lucasfilm mégis egy újabb Indiana Jones filmet készít. 2015 végén Kennedy, Spielberg és Ford megbeszéltek néhány ötletet a forgatókönyvről.

### Előkészítés
2016 márciusában a Disney bejelentette, hogy az ötödik filmet 2019. július 19-én mutatják be, és Ford megismétli a szerepét. Spielberg rendezné a filmet, és Kennedy producerként dolgozna. Néhány hónappal később megkezdődtek a forgatókönyv munkálatai. A forgatókönyvet Koepp és Spielberg írja. Koepp korábban több más Spielberg-filmet is írt, köztük a Kristálykoponya királyságát. Spielberg azt mondta, hogy a címszereplőt nem ölik meg a film eseményei során. Marshall kijelentette, hogy a történet onnan folytatódik, ahol az előző film véget ért.
Kezdetben arról számoltak be, hogy Lucas nem vesz részt a projektben, bár később Spielberg azt mondta, hogy Lucas executive producerként fog dolgozni a filmen. Ennek ellenére még abban az évben bejelentették, hogy Lucasnak nem lesz köze a filmhez.
2017-ben a film megjelenési dátumát 2020-ra tolták, mivel Spielberg a Ready Player One-on dolgozott. 2018 közepén végül Jonathan Kasdant vették fel Koepp helyére, és az új megjelenési dátumot 2021-re tűzték ki.
2019 májusában arról számoltak be, hogy Kasdan egy teljesen új forgatókönyvet írt, de az ő helyére Dan Fogelman lép, akinek szintén volt egy saját forgatókönyve. 2019 szeptemberében Koepp bejelentette, hogy íróként újra csatlakozott a produkcióhoz, sőt végül két verziót írt a filmből, de egyiket sem hagyták jóvá. Azt mondta, hogy "A film elkészítésére tett erőfeszítések kudarcot vallottak, mert Spielberg, Ford és a Disney nem ért egyet a forgatókönyvvel kapcsolatban".
2020 februárjában Spielberg lemondott a rendezői posztról, mert egy új filmesnek akarta átadni a filmsorozatot, hogy új nézőpontot kapjon. A volt rendező végül csak producerként maradt a filmnél. A forgatást a tervek szerint 2020-ban később kezdték volna, bár a film bemutatója később 2022-re tolódott. Végül ismét halasztották a filmet, ezúttal a jelenlegi, 2023. június 30-i megjelenési dátumra.

## Forgatás
Bár az előző filmet főleg az Egyesült Államokban forgatták, Marshall azt mondta, hogy az ötödik film a korábbi filmekhez hasonló globális forgatási helyszínekre tér vissza. A forgatás 2021. június 4-én kezdődött az Egyesült Királyságban. A forgatás helyszínei közé tartozik a Pinewood Studios is. Pár jelenetet North Yorkshire-ben és Glasgow-ban is forgattak.

## Zene
2016 júniusában Spielberg megerősítette, hogy John Williams visszatér, hogy megírja a film zenéjét. Ezt 2021-ben ismét megerősítették.

## Fontosabb díjak és elismerések
Grammy-díj (2023)
- jelölés: legjobb filmzene vizuális médiához (John Williams)
- jelölés: legjobb instrumentális zeneszerzés (John Williams - Helena's Theme)

## Fordítás
- Ez a szócikk részben vagy egészben  az   Indiana Jones and the Dial of Destiny című angol Wikipédia-szócikk fordításán alapul.  Az eredeti cikk szerkesztőit annak laptörténete sorolja fel. Ez a jelzés csupán a megfogalmazás eredetét és a szerzői jogokat jelzi, nem szolgál a cikkben szereplő információk forrásmegjelöléseként.

## További információ
- Indiana Jones és a sors tárcsája a PORT.hu-n (magyarul)
- Indiana Jones és a sors tárcsája az Internet Movie Database-ben (angolul)
- Indiana Jones és a sors tárcsája a Rotten Tomatoeson (angolul)
- Indiana Jones és a sors tárcsája a Box Office Mojón (angolul)